# Sidi Mahdjoub
Sidi Mahdjoub (em árabe: سى المحجوب) é uma comuna localizada na província de Médéa, Argélia. De acordo com o censo de 2008, a população total da cidade era de 8 397 habitantes.